# Palpimanus canariensis
Palpimanus canariensis är en spindelart som beskrevs av Kulczynski 1909. Palpimanus canariensis ingår i släktet Palpimanus och familjen Palpimanidae.
Artens utbredningsområde är Kanarieöarna. Inga underarter finns listade i Catalogue of Life.